# Győri Ákos
Győri Ákos, 1910-ig Gottsegen Ákos (Szepsi, 1881. június 13. – Budapest, Ferencváros, 1958. július 15.) ügyvéd, ügyész, Gottsegen György orvos apja.

## Élete
Gottsegen Miksa és Frankfurt Júlia (1848–1909) gyermekeként született zsidó családban. 1913-tól Budapesten működött ügyvédként. Az első világháború idején többek között Babits Mihály védelmét látta el, amikor Fortissimo című verséért perbe fogták. 1917-től tagja volt a Magyarországi Szociáldemokrata Pártnak, majd a következő évben Angyalföldön a kerületi pártvezetőségi tagja lett. A Tanácsköztársaság idején az angyalföldi forradalmi munkástanács és az Ötszázas Tanácsnak tagja, majd népbiztosi megbízottként a főváros közjótékonysági ügyosztályának vezetője volt. A proletárdiktatúra bukása után az MSZDP jogvédő bizottságának vezetőjeként működött, majd 1920-ban Bécsbe emigrált, ahonnan 1924-ben térhetett vissza Budapestre. A következő években Hámán Kató és más kommunisták bíróság előtti védelmét látta el. Az 1920-as években kérvényezte két gyermeke családnevének magyarosítását – amely évekkel korábban tévedésből elmaradt – de a bíróság elutasította kérelmét arra hivatkozva, hogy nevet magyarosítani csak kivételes hazafias érdemek jutalmazásául szabad. 1931-ben megalakult az Ügyvédek Érdekvédelmi Pártja, amelynek ügyvezető elnökévé választották. A párt azzal a céllal jött létre, hogy az ügyvédi érdekek védelmét biztosítsa. Három évvel később autóbaleset érte és súlyos belső sérüléseket szenvedett. 1945-től a Budapesti Ügyvédi Kamara ügyésze volt. 1955-ben ügyvédi munkaközösséget szervezett, amelyet haláláig vezetett.
A Salgótarjáni utcai zsidó temetőben helyezték végső nyugalomra.

## Családja
Első felesége Rusznyák Zsófia (1882–1946) volt, akivel 1906. február 15-én Budapesten, a Terézvárosban kötött házasságot. Második házastársa Jakobovics Ilona volt, akit 1948-ban vett nőül.
Gyermekei
- Gottsegen György (1906–1965). Felesége Erdély Edit (1908–1964).
- Gottsegen László (1910–?). Felesége Gergely (Gruber) Mária (1904–?).